# Route nationale 486
Die Route nationale 486, kurz N 486 oder RN 486, war von 1933 bis 1973 eine französische Nationalstraße, die zwischen Gérardmer und Besançon verlief. Ihre Länge betrug 136,5 Kilometer. 1978 wurde die N186A in N486 umnummeriert. Diese wurde dann 2000 in die N186 integriert. Es gibt die N486 als Verbindung zwischen der A4 westlich und A86 nördlich in den Orten Champigny-sur-Marne und Nogent-sur-Marne. Sie ersetzt die dritte fehlende Verbindung für ein Autobahndreieck.